# Kjachta
Kjachta (Russisch: Кяхта) is een stad in de Russische autonome republiek Boerjatië. De stad ligt aan de rivier de Kjachta, vlak bij de grens met Mongolië. De hoofdweg tussen Oelan-Oede en Oelan-Bator gaat door Kjachta.
Het gebied was een handelsplaats tussen Rusland en de Chinese Qing-dynastie. De stad werd gesticht in 1728. Dankzij de handel met Altanboelag, een Mongoolse stad net over de grens, werd de stad welvarend.
Na de stichting van de stad werd er ook een verdrag gesloten tussen China en Rusland. Dit Verdrag van Kjachta, een van de eerste tussen China en een westerse natie, regelde de handel en legde de grens tussen Siberië enerzijds en Mantsjoerije en Mongolië anderzijds vast. Als gevolg van het verdrag werd Kjachta de enige handelspost langs de grens.
Toen de gehele grens werd opengesteld voor handel in 1860 viel Kjachta in verval.
De stad werd Troitskosavsk genoemd gedurende de eerste helft van de 20e eeuw, maar veranderde terug van naam in 1937. De stad verkreeg stadsstatus in 1934.
| 9.700 (*)                          | 10.600 | 10.300 | 15.300 | 15.000 | 18.307 | 18.391 |
| (*) waarvan 8.700 in Troitskosavsk |        |        |        |        |        |        |

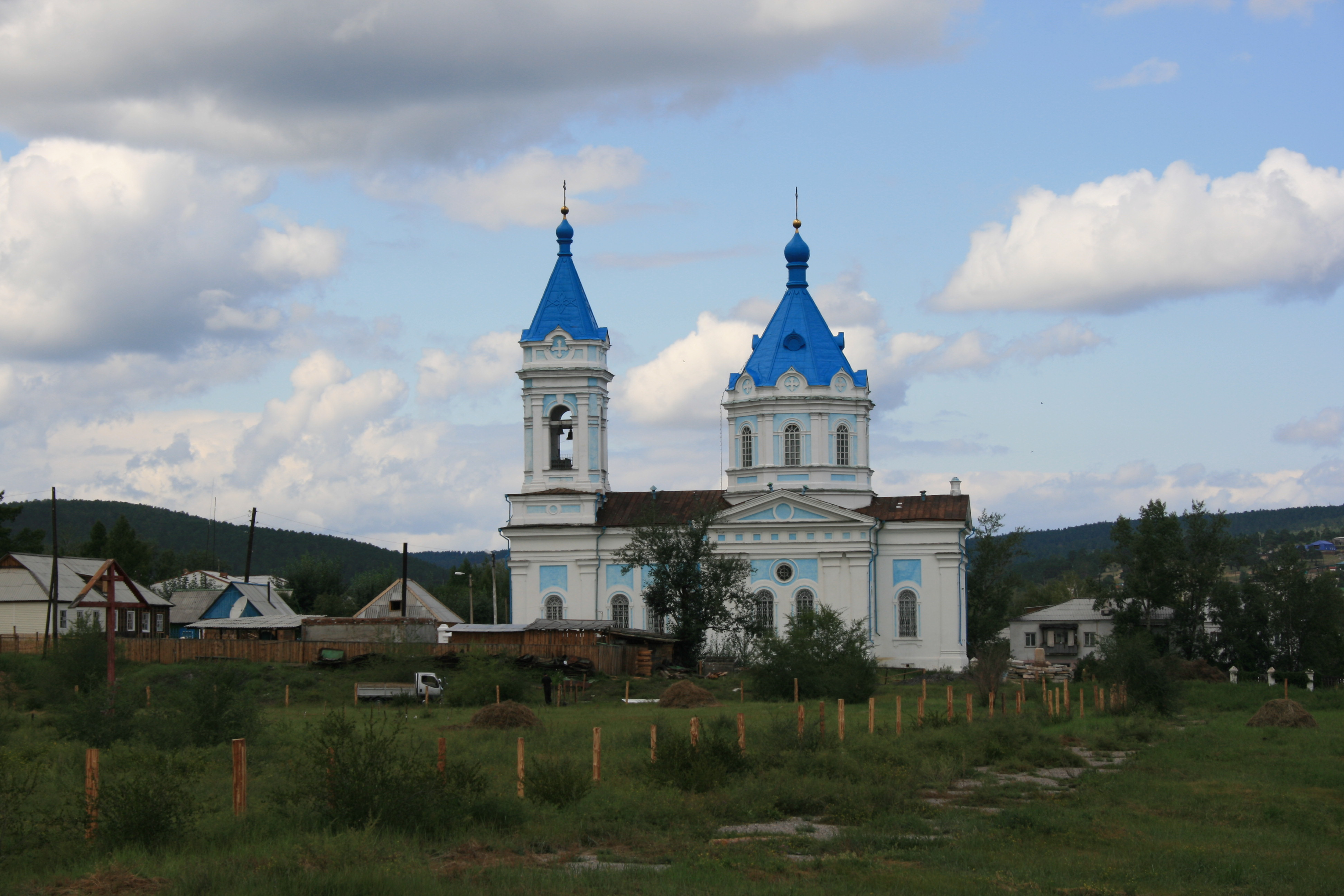
Ontslapenis van de Moeder Godskathedraal
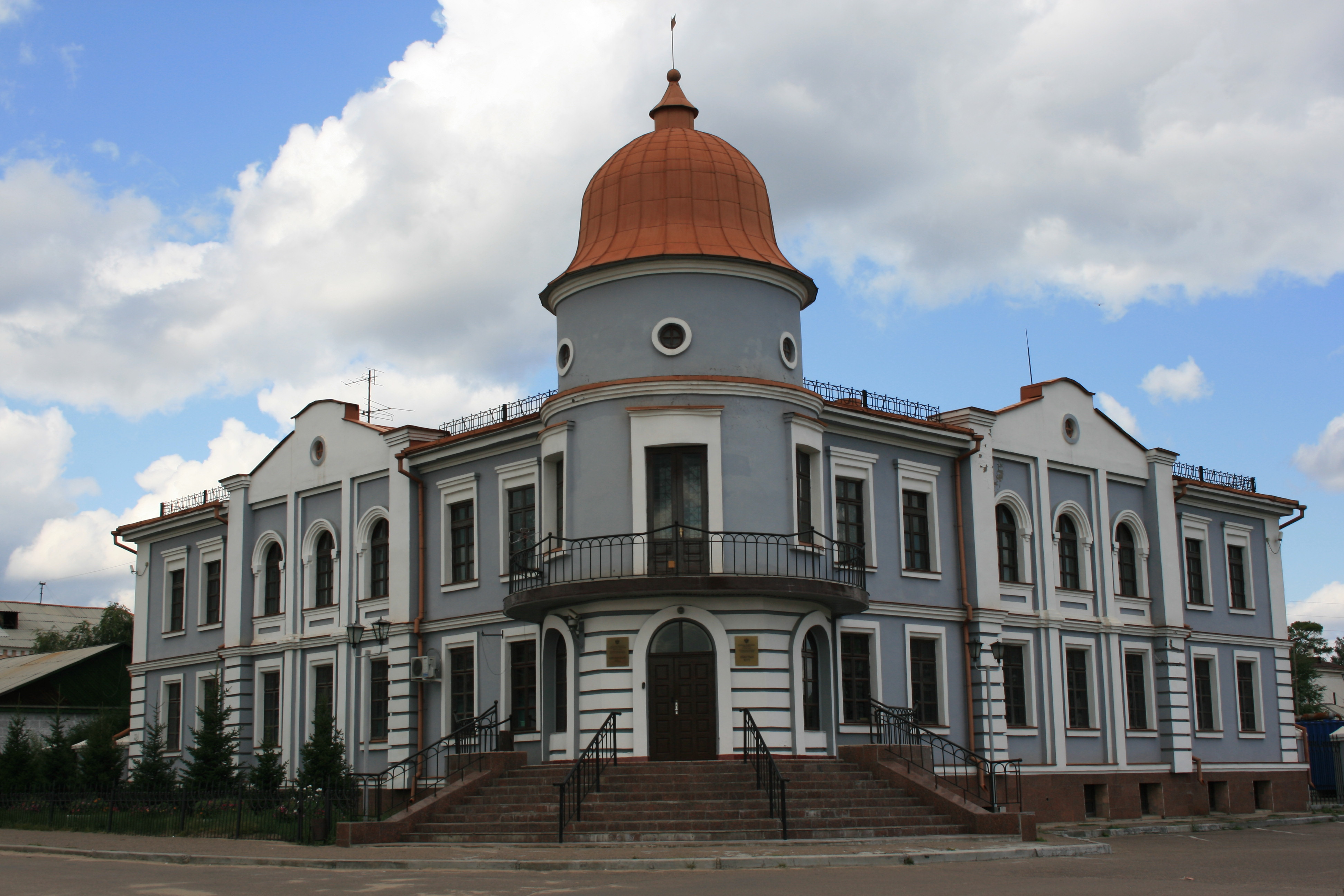
Bankgebouw in Kjachta
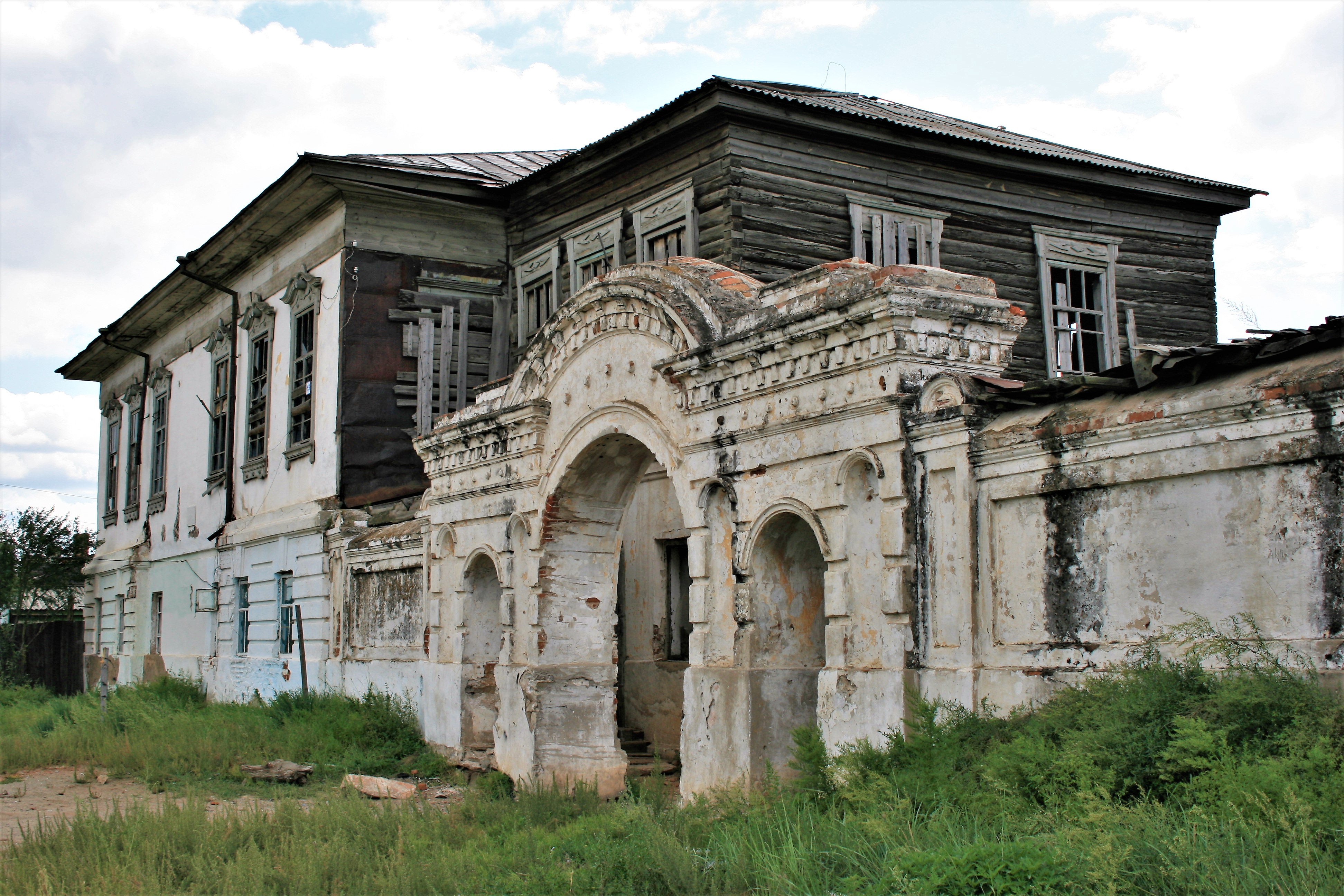
Villa van handelsfamilie Loezjnikov
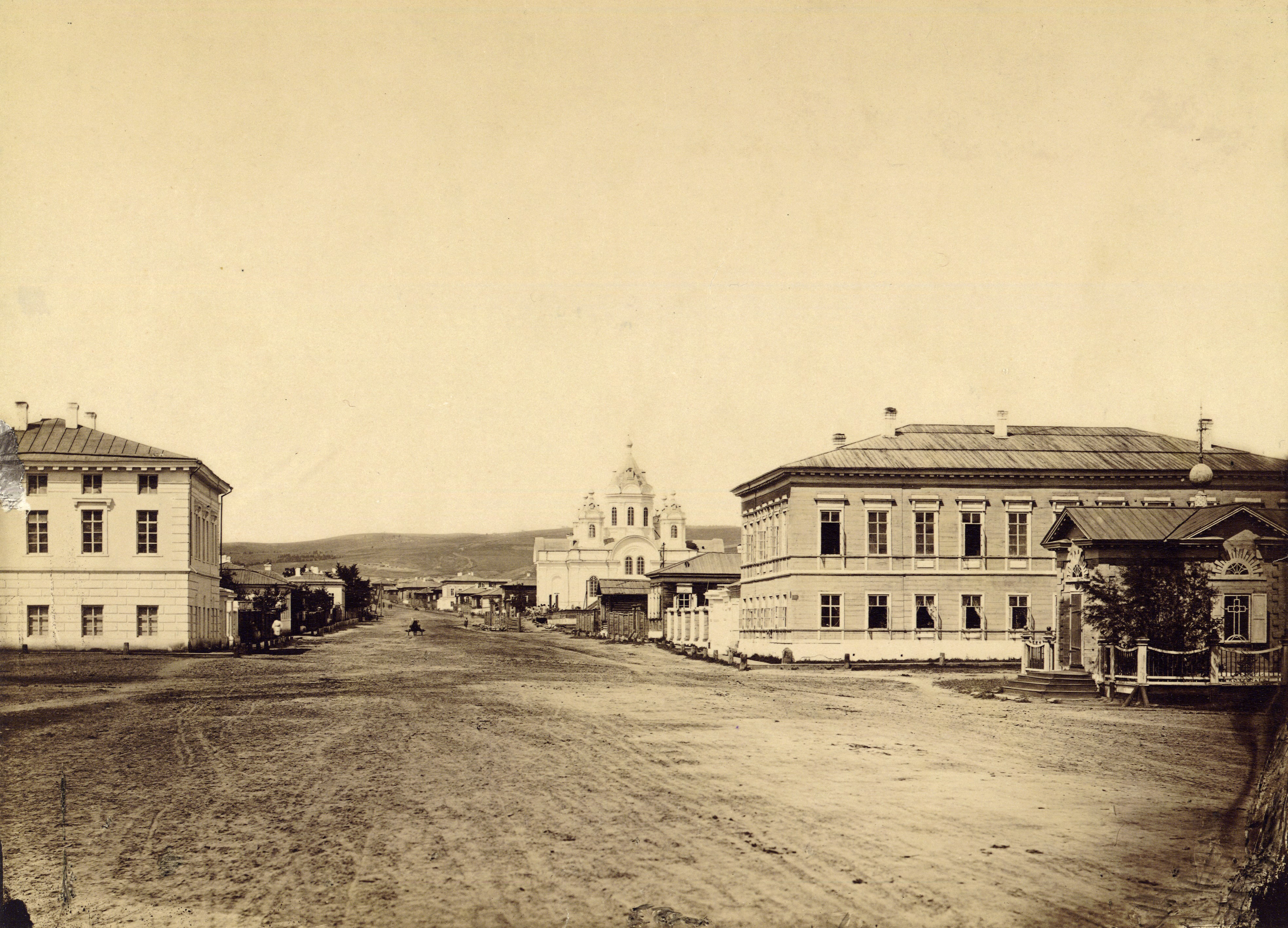
Gezicht op Troitskosavsk in de jaren 1880

Bestuurlijk centrum: Oelan-Oede

Baboesjkin · Goesinoozjorsk · Kjachta · Severobajkalsk · Zakamensk